# Max Kochendörfer
Max Kochendörfer (* 6. Dezember 1985) ist ein ehemaliger deutscher Basketballspieler.

## Werdegang
Kochendörfer, ein 1,93 Meter großer Flügelspieler, bestritt in der Bundesliga-Saison 2005/06 fünf Kurzeinsätze für die Walter Tigers Tübingen. Er spielte lange für den SV 03 Tübingen in der Regionalliga, auch als er mit Zweitspielrecht in der Bundesliga einsatzberechtigt war. In der Saison 2007/08 spielte er für den TV Derendingen in der Regionalliga und kehrte zum Folgespieljahr nach Tübingen zurück. Später wechselte Kochendörfer erneut nach Derendingen.